# عمر توبراك

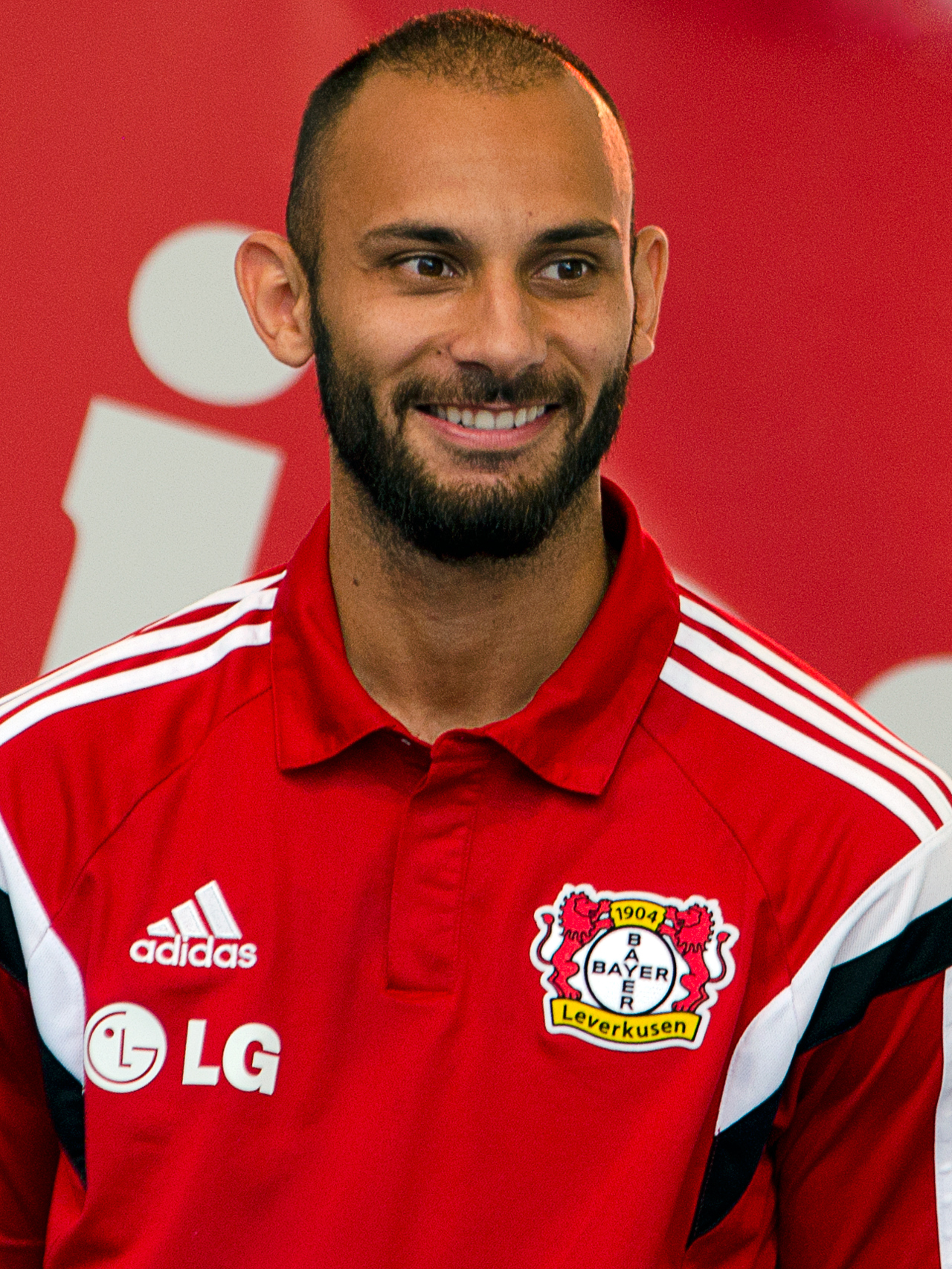
توبراك مع باير ليفركوزن

عمر توبراك (مواليد 21 يوليو 1989 في رافنسبورغ - ألمانيا الغربية) لاعب كرة قدم تركي يلعب حالياً لصالح نادي الدرجة الأولى بوروسيا دورتموند الألماني منذ 2017 في مركز قلب الدفاع .

## مسيرته الكروية
لعب عمر توبراك خلال مسيرته الاحترافية مع 5 أندية في ثلاثة عشر موسمًا وسجل خلالها 9 أهداف ضمن 289 مباراة. ولم يفز بأي موسم بالكأس أو بالدوري.
خاض عمر توبراك مسيرته مع SC Freiburg II ‏ في موسم 2007–08 لمدة موسم واحد، مشاركًا في 22 مباراة ولم يسجل أي هدف. ثم انتقل إلى نادي فرايبورغ في موسم 2008–09 واستمر معه طيلة ثلاثة مواسم، حيث شارك في 68 مباراة سجل خلالها 4 أهداف. لينتقل بعدها إلى نادي باير 04 ليفركوزن في موسم 2011–12 ليلعب معه ستة مواسم، مشاركًا في 154 مباراة سجل خلالها 5 أهداف. ثم انتقل إلى نادي بوروسيا دورتموند للفورميلا في موسم 2017–18 ولمدة موسمين، مشاركًا في 35 مباراة ولم يسجل أي هدف. هذا وانتقل لاحقًا إلى نادي فيردر بريمن في موسم 2019–20 لمدة موسم واحد، مشاركًا في 10 مباريات ولم يسجل أي هدف أيضًا.

## روابط خارجية
- عمر توبراك على موقع الاتحاد الدولي (مؤرشف)  (الإنجليزية)
- عمر توبراك على موقع الاتحاد الأوربي (الإنجليزية)
- عمر توبراك على موقع اتحاد تركيا (لاعب) (الإنجليزية)
- عمر توبراك على موقع قاعدة بيانات كرة القدم.إي يو (الإنجليزية)
- عمر توبراك على موقع بيانات كرة القدم. دي إي (الألمانية)
- عمر توبراك على موقع ناشيونال فوتبول تيمز (الإنجليزية)
- عمر توبراك على موقع Soccerway.com (الإنجليزية)
- عمر توبراك على موقع عالم كرة القدم.نت (الإنجليزية)
- عمر توبراك على موقع كووورة
- عمر توبراك على موقع AS.com (الإسبانية)